# Karl Flerx

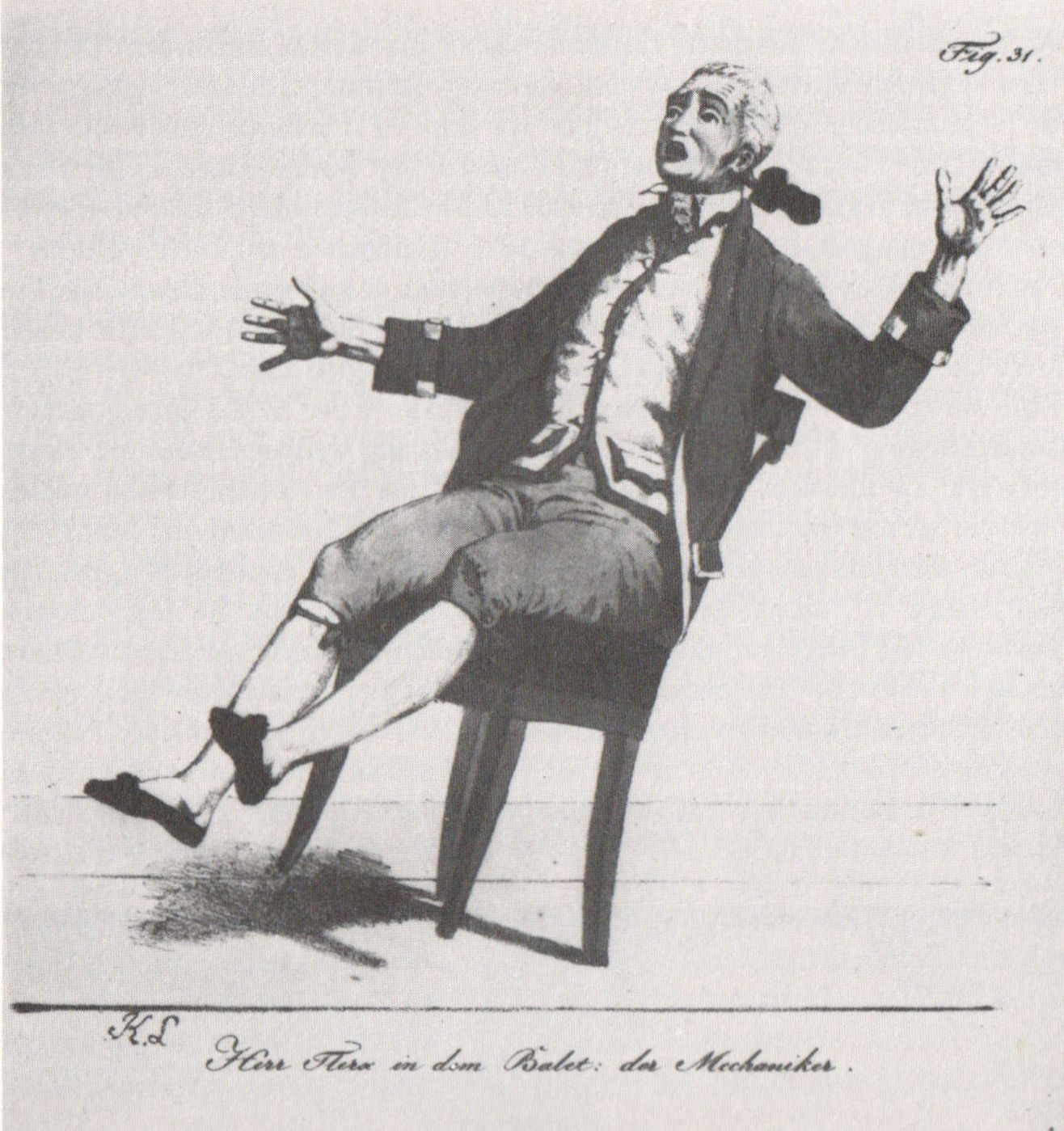
Karl Flerx in dem Ballett Der Mechanikus von Peter Crux

Karl Flerx (* 20. Februar 1782 in Mannheim, nach anderen Angaben in München; † 3. Juli 1816 in München) war ein deutscher Sänger (Bass), Tänzer und Komiker.

## Leben
Karl Flerx kam bereits als Kind nach München. Schon im Alter von neun Jahren widmete er sich der Tanzkunst, später auch der Schauspielerei. 1807 wurde er Hofschauspieler.
Laut einem Nachruf im Münchner Theaterjournal wurde Karl Flerx unter anderem bei Peter Crux ausgebildet und arbeitete vor seinem Engagement in München ein Jahr lang bei der „buchnerischen Gesellschaft“.
Er war am Münchner Hoftheater erfolgreich beschäftigt. 1810 trat er zusammen mit seinem Münchner Kollegen Adam Schlotthauer im Theater an der Wien auf; gegeben wurden Arlequin und Columbina auf den Alpen und Die drey Sklaven. Schlotthauer und Flerx hatten auch schon zwei Jahre zuvor ein Gastspiel in Wien gegeben. Im Sonntagsblatt war damals der Kommentar zu lesen gewesen: „Die beyden fremden Tänzer aus München haben diesem Theater reelle Dienste geleistet, indem das Publikum sich häufig einfand […] daß seit dieser Zeit mancher geistreiche junge Herr, in den Gesellschaften, die er durch seinen Witz belebt, als Pierrot oder Harlekin Aufsehen zu erregen strebt, und auch Beyfall findet, dieß scheint für die Sittengeschichte unserer guten Stadt nicht ganz gleichgültig zu seyn.“ Flerx wurde später als Synonym für Münchens Harlekin bezeichnet. Im Gesellschaftsblatt für gebildete Stände erschien 1813 eine vernichtende Kritik des Stückes Der rechte Mann von Carl Stein, das am Münchner Hof- und Nationaltheater aufgeführt wurde. Immerhin aber habe „Hr. Flerx dazu bey[getragen]“, „einige frohe Laune zu verbreiten“.
Flerx starb an einer Krankheit. Seine letzte Rolle war der Matz im Intermezzo; im Nachruf heißt es: „Seine Gesundheit war bereits so angegriffen, daß ihm eine Stunde vor der Vorstellung ganz die Stimme verfiel, dessen ungeachtet exekutierte er seine Rolle noch vortrefflich, bloß durch Pantomime. Als Mensch zeichnete er sich durch seine ewig heitere Laune, die ihn unter keinen Verhältnissen und in keiner Lage verließ, und durch Gutmütigkeit aus. Seine erste Erziehung hatte die reichen Talente vernachlässigt, weswegen ihm der Mangel besserer Bildung immer sichtbar anklebte und Bigotterie ihn sehr beherrschte.“

## Familie
Im April 1810 heiratete er die Schauspielerin Josefa Lang. Seine Schwiegereltern waren damit die Schauspielerin Marianne Lang (1764–1835) und der Hornist Martin Lang (1755–1819). Verschwägert war er durch diese Hochzeit mit dem Geiger Theobald Lang (1783–1839), dem Fagottisten Franz Xaver Lang (1791–1862) sowie der Schauspielerin und Schriftstellerin Margarethe Lang (1788–1861).
Am 12. Januar 1852 verheiratete sich ein Karl Flerx, königlicher Hoftänzer in München, mit der Bäckerstochter und Hoftheaterchorsängerin Barbara Jansch. Dabei handelte es sich offenbar um Karl Flerx’ 1813 geborenen gleichnamigen Sohn, der ebenfalls Tänzer wurde.